# Francesco de Angelis (Segler)
Francesco de Angelis (* 11. September 1960 in Neapel) ist ein italienischer Segler. Er gewann als erster italienischer Skipper den Louis Vuitton Cup, die Qualifikationsveranstaltung für den America’s Cup 1999/2000 mit der Yacht Luna Rossa (ITA 45) für das Yachtsyndikat Prada Challenge.

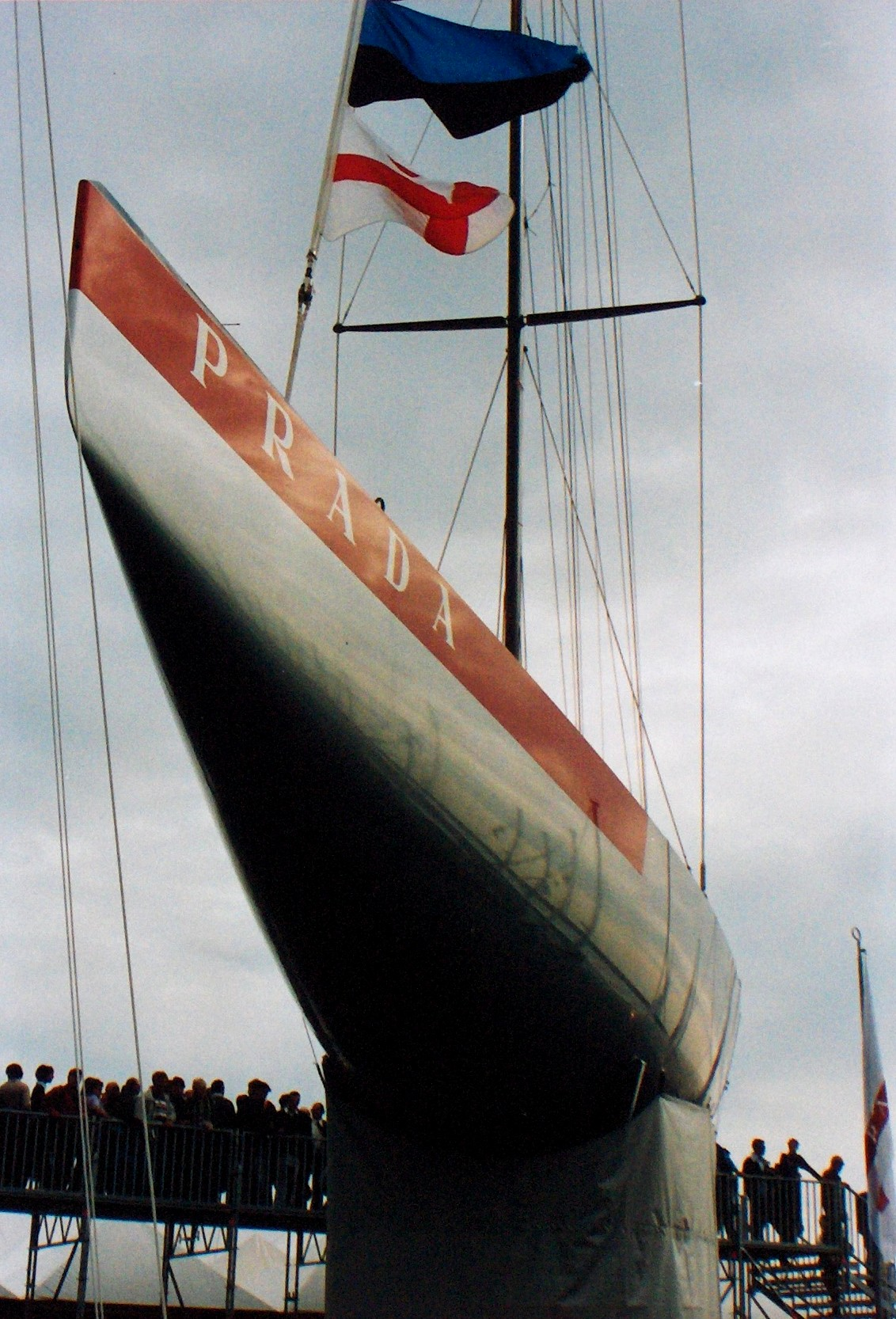
Luna Rossa ITA45 (Genua, 2000)

Francesco de Angelis war fünfmal Weltmeister in verschiedenen Bootsklassen:
- 1987 J/24-Klasse, Italien (Capri)
- 1989 J/24-Klasse, Italien (Neapel)
- 1989 Eintonner-Klasse, Italien (Neapel)
- 1995 Eintonner-Klasse, Dänemark
- 1996 ILC40-Klasse, Griechenland

Darüber hinaus gewann er 1995 den Admiral’s Cup, der als inoffizielle Weltmeisterschaft im Hochseesegeln gilt. In Porto Cervo, Sardinien, folgten Siege im Sardinia Cup und zweimal im Swan World Cup. Zwei europäische und neun italienische Titel in verschiedenen Klassen komplettieren seine Siegesliste. Das Italienische Nationale Olympische Komitee (Coni) verlieh Francesco de Angelis drei Medaillen.
Nach seinem Sieg im Louis Vuitton Cup führte Francesco de Angelis das Team Luna Rossa-Prada im Jahr 2000 in das Finale des America’s Cup, in dem er mit 5:0 vom Team New Zealand (Skipper: Russell Coutts) geschlagen wurde.
2003 stand er für Luna Rossa im Halbfinale des America’s Cup und unterlag in diesem 31. Cup dem Team OneWorld 2:3. Im Finale des Louis Vuitton Cup beziehungsweise im Halbfinale des 32. America’s Cup schlug er 2007 das Team BMW Oracle Racing unter dem Skipper Chris Dickson 5:1. Im Finale unterlag de Angelis erneut dem neuseeländischen Team von der Royal New Zealand Yacht Squadron mit 0:5.